# アフガニスタン・プレミアリーグ
アフガニスタン・プレミアリーグ（英: Afghanistan Premier League、略称: APL）は、アフガニスタンのトゥエンティ20方式のクリケットリーグである。

## 概要
2018年に発足。2018-19シーズンには5チームが参加した。

## 参加チーム
- バルフ・レジェンズ（Balkh Legends）
- カブール・ズワナン（Kabul Zwanan）
- カンダハール・ナイツ（Kandahar Knights）
- ナンガルハル・レオパーズ（Nangarhar Leopards）
- パクティヤー・パンサーズ（Paktia Panthers）

## 優勝チーム
- 2018-19 - バルフ・レジェンズ